# Jean-Joseph Menuret

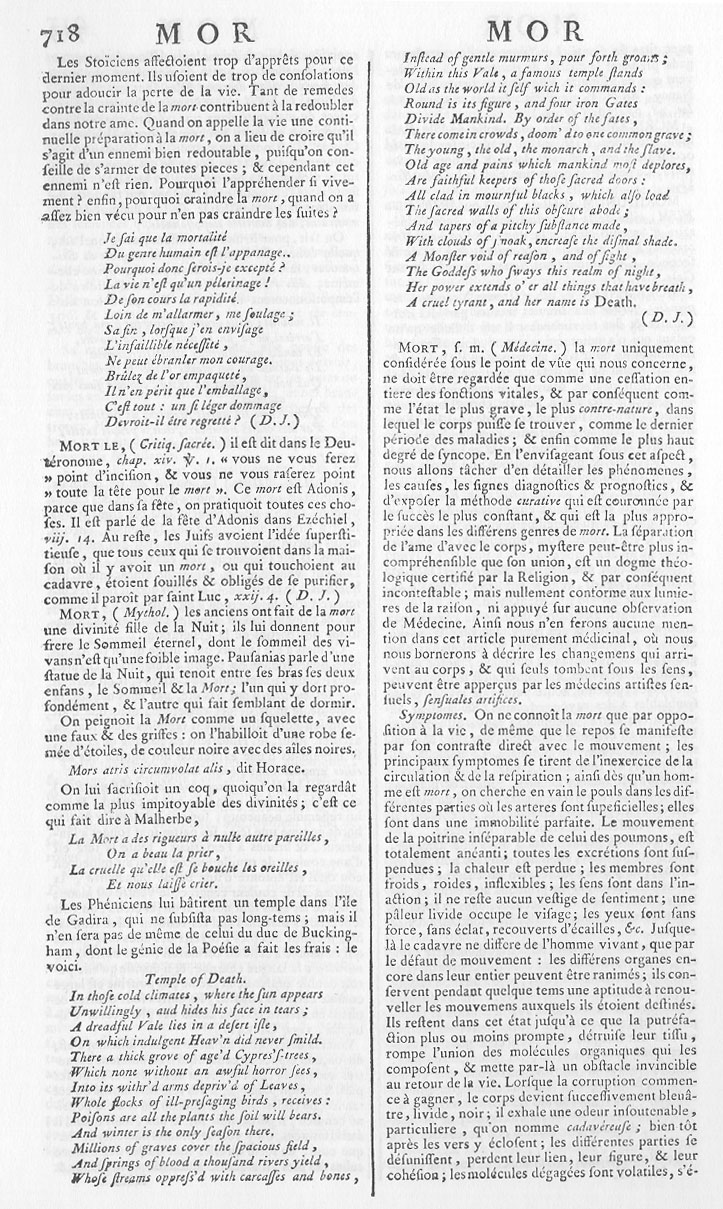
Première colonne de l’article Mort dans l’Encyclopédie.

Jean-Joseph Menuret, dit Menuret de Chambaud, né le 23 janvier 1739 à Montélimar et mort à Paris le 15 décembre 1815, est un médecin et encyclopédiste français.

## Biographie
Menuret fait ses études de médecine à Montpellier sous Antoine Fizes. Revenu faire de la clientèle à Montélimar après avoir été admis au doctorat, il publie ses premiers ouvrages, ainsi que près de 80 articles dans l'Encyclopédie de Diderot.
Il s'installe ensuite à Paris, où il devient d’abord médecin des écuries du roi, puis médecin de la comtesse d’Artois.
À la Révolution, Menuret émigre à Hambourg. Il rentre à Paris après le coup d'État du 18 brumaire.

## Ouvrages

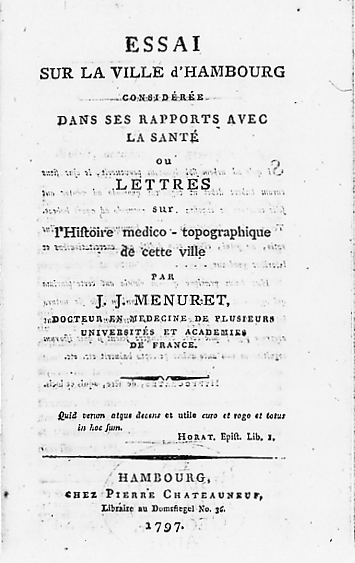
Page de titre de l’Essai sur la ville de Hambourg de Menuret.

- Nouveau traité du pouls, Amsterdam (Paris), 1767, in-12
- Avis aux mères sur la petite vérole et la rougeole, ou Lettres à madame de *** sur la manière de traiter et de gouverner ses enfants dans ces maladies ; suivies d’une question proposée à Messieurs de la Société royale des sciences de Montpellier, relativement à l’inoculation, Lyon, 1770, in-8°
- Éloge historique de M. Venel, médecin, Grenoble, 1777, in-8°
- Essai sur l’action de l’air dans les maladies contagieuses, qui a remporté le prix proposé par la Société royale de Médecine, Paris : rue et hôtel Serpente, 1781, in-12, XXIV-112 p. ; traduit en allemand (Leipzig, 1784, in-8°)
- Essai sur l’histoire médico-topographique de Paris, Paris, 1786, in-12 ; Nouvelle édition, augmentée de quelques lettres sur différents sujets, Paris, 1804, in-8°
- Mémoire sur la culture des jachères [couronné par la Société d’agriculture de Paris en 1789], Paris : Impr. de Ph.-D. Pierres, et chez Belin, 1790 ou 1791, in-8°, 61 p.
- Observations sur le débit du sel après la suppression de la gabelle, relatives à la santé et à l’intérêt des citoyens, 1790, in-8°
- Essai sur les moyens de former de bons médecins, sur les obligations réciproques des médecins et de la société; partie d’un projet d’éducation national relative à cette profession, Paris, 1791, in-8° ; édition revue et augmentée de quelques notes relatives aux changements survenus dans cette partie depuis la première, en 1791, Paris, 1814, in-8°
- Essai sur la ville de Hambourg, considérée dans ses rapports avec la santé, ou Lettres sur l’histoire médico-topographique de cette ville, Hambourg, 1797, in-8°
- Discours sur la réunion de l’utile à l’agréable, même en médecine ; lu à la séance publique de la Société philotechnique, Paris, 1809, in-8°

## Articles dans l’Encyclopédie(sélection)
- Articles Inflammation, Maladies inflammatoires, t. 8, p. 708-27 ;
- Article Mort (médecine) , t. 10, p. 718-27 ;
- Article Pouls, t. 13, p. 205-40 ;
- Article « Somnambule, & Somnambulisme », t. 15, p. 340-2.